# Cynorca
Cynorca es un género extinto de mamífero artiodáctilo perteneciente a la familia Tayassuidae (pecaríes) que vivió durante el Mioceno tardío en oriente Estados Unidos.

## Sistemática
Cynorca fue descrita originalmente como una nueva especie del odontoceto Squalodon, S. protervus, de depósitos del Mioceno en Maryland por Edward Drinker Cope en 1867, quien también erigió el género Cynorca ("perro-orca") para S. protervus. Woodburne (1969) reconoció el material tipo de Cynorca como perteneciente a un pecarí y designó a un canino superior aislado como lectotipo de S. protervus. También refirió varios especímenes de Nebraska y Texas a C. proterva, y describió la nueva especie C. occidentale del oeste de los Estados Unidos, mientras que las especies nominales Dicotyles hesperius y Thinohyus socialis a Cynorca.
La validez de Cynorca fue cuestionada por Wright y Eshelman (1987), quienes demostraron que el lectotipo de Cynorca proterva no era diagnóstico a nivel de género, convirtiendo a Cynorca en un nomen dubium. Wright (1998) señaló que C. occidentale y C. socialis requerían nuevos géneros, porque el primero está más estrechamente relacionado con los pecaríes existentes que con Hesperhys. Prothero (2015) erigió Marshochoerus para "C." socialis, mientras que "C." occidentale pasó a llamarse Tedfordhyus por Prothero (2021).